# Crawfurdia tsangshanensis
Crawfurdia tsangshanensis là một loài thực vật có hoa trong họ Long đởm. Loài này được C.J.Wu mô tả khoa học đầu tiên năm 1984.